# 중국 오지의 달마
중국 오지의 달마(일본어: 中国奥地の達者)는 일본의 도시전설이다.

## 스토리
중국의 오지를 여행하던 일본인이 어떤 마을에서 “달마”라고 적힌 간판의 가설흥행장을 발견하고 안에 들어가 보니, 그 안에는 사지가 절단된(경우에 따라서는 혀도 잘린) 일본인이 무대 위에서 구경거리가 되어 있었다.
달마라고 명명된 그 사람은(혀가 잘리지 않은 버전의 경우) “나는 OO에 사는 OOOO이다 살려줘”라고 그곳에 들어온 일본인에게 일본어로 도움을 요청하지만, 흥행장 안의 중국인의 심상치 않은 분위기에 눌려 일본인이 아닌 것처럼 행세한 후에 바로 가게에서 나와 그대로 귀국해 버린다. 그 후, 여행자가 그 “달마”가 밝힌 이름으로 조사해 본 결과, 그 남자는 중국에 혼자 여행을 떠났다가 행방불명된 것으로 밝혀졌다. 다른 버전에서는 눈까지 멀어, 여행객이 저도 모르게 “불쌍하게...”라고 뱉은 말을 알아듣고는 “나는 릿쿄대학교의 학생인 OO이다.”라고 이름을 밝힌다.
홀연히 손님이 사라지는 가게의 에피소드와 함께 회자되는 일이 많다. 그 경우 가게에서 행방불명된 애인이나 친구를 찾는 도중 들어간 흥행장 안에서 바로 그 애인이나 친구가 “달마”가 되어 있는 결말이 보통이다.
중국이 아니라 인도가 배경인 버전도 있다. 이 버전에서는 오사카에서 여자에게 어떤 남자가 말을 걸어오면서 따라가다 그대로 행방불명이 된다. 여자의 아버지가 실종신고를 한 후에 집으로 의문의 편지가 배달되는데, 그 편지에는 “인도의 OO라는 장소에 따님을 보았습니다만, 만나러 가시지 않는 편이 좋을 것 같습니다.”라고 쓰여 있다. 남자가 편지에 적힌 주소대로 찾아가 보니, 박물관이 나왔다. 박물관 안의 깊숙한 곳에 “달마 인형”이라고 이름붙은 전시물이 있었는데, 그것은 강제로 임신 당한 채 외부생식기를 꿰매어버린, 그리고 사지를 절단당한 채 마약에 중독되어 있는 딸이었다. 딸의 충격적인 모습을 본 아버지는 그 후 자살했다.

## 기타
위와 같이 중국 오지 버전 뿐 아니라 인도나 유럽 등 여러 가지 버전이 존재하는데, 이러한 이야기의 기원은 과거 중국에 존재했던 형벌에서 유래했다는 설과 제2차 세계 대전 중 독일에서 양복점을 운영하는 부유한 유대인이 있었는데, 그것을 질투하던 독일인에 의해 “이 양복점의 유대인은 이 가게에 들어온 유대인 이외의 여자를 마약 등을 사용하여 홀린 뒤 인신매매단에 팔아넘긴다.”라는 유언비어가 퍼져, 이 이야기가 일본으로 넘어오면서 달마 이야기로 변했다는 설 등이 있다.(반유대주의는 프랑스에서 더욱 음험한 형태로 존재하며, 부띠끄 이야기의 기원도 프랑스로 알려져 있다.)
《시부야 괴담》에서 이 이야기가 영화의 소재로 쓰였다.

## 달마녀
조난당한 경우외에 비밀리에 매매되고 있다는 달마녀 전설도 존재한다. 달마녀란 위의 달마와 같이 사지를 절단당한 여성을 가리킨다. 유괴, 납치,과도한 사채등으로 돈을 갚지 못했을 때, 끌려간 여성이 사지를 절단당하여, 달마녀화된다고 한다. 관상용이 된 그 달마녀들은 각국의 부호들에 의하여 비밀리에 고가에 매매되고 있다고 한다는 내용의 도시전설이다.

## 그 외
대한민국이나 중화인민공화국에도 비슷한 내용의 도시전설이 존재한다.